# Camponotus roubaudi
Camponotus roubaudi är en myrart som beskrevs av Santschi 1911. Camponotus roubaudi ingår i släktet hästmyror, och familjen myror. Inga underarter finns listade.